# Bakos József (író, 1951)
Bakos József (Budapest, 1951. szeptember 17. – 2021. április 23.) magyar író, előadó, neoavantgárd művész, autodidakta mítoszkutató. Annak ellenére, hogy felsőfokú végzettséggel nem rendelkezik, egyik alapítója és több éven át meghatározó oktatója volt a budapesti A Tan Kapuja Buddhista Főiskolának, de számos előadást tartott magánegyetemeken, illetve különféle rendezvényeken is.

## Élete és munkássága
Már fiatalon igen autonóm személyiség volt. Ártatlan, de politikai tartalmú csínytevése miatt kitették a gimnáziumból, emiatt esti iskolában érettségizett le később. 1983-ban kapcsolatba került a Buddhista Misszióval. Ugyanebben az évben megházasodott. 1986-ban feleségével és néhány barátjával "spirituális okokból", illetve az egzisztenciális kilátástalanság miatt Krétára disszidált, ahol több hónapig narancsszedésből élt, de végül visszatért Magyarországra. Hazajöttét követően a civil életben többek közt dekoratőrként, újságkihordóként, vízügyi alkalmazottként is dolgozott, viszont egyes magánintézményeken (Hagyomány és Transzcendencia Iskolája, Hyperion) már oktatott. A frissen megalakuló Tan Kapuja Buddhista Főiskolára az elsők között hívták meg. Az intézményben filozófiatörténetet, vallástörténetet és -szimbolisztikát, valamint természetfilozófiát (modern fizikát és kozmológiát) tanított. Kurzusokat vezetett a Tao Te King elemzéséről is. Nagy műveltségével és remek előadói készségével hamar az egyik legnépszerűbb oktató lett, 1997-ben azonban távozni kényszerült, midőn néhány botrányosnak minősített újságinterjúja után politikai okokból menesztették a főiskoláról. Az elbocsátást követően különböző portási állásokban foglalkoztatták, nyugdíjba is portásként vonult el, ugyanakkor az előadásokkal ez időben sem hagyott fel: magányegyetemeken (pl. Logos, Anima, Szellemi Búvárok, Kőrösi Csoma Sándor Magyar Egyetem) és más rendezvényeken továbbra is előadott. Az Eötvös Loránd Tudományegyetemen filozófiai, asztrofizikai és kozmológiai előadásokat tartott. Többször szerepelt a Tilos Rádió műsoraiban is.

### Mítoszkutatóként és íróként
Bakos József elsősorban mítoszkutatóként ismert. Noha a nyolcvanas években több helyütt is előadásokat hallgatott (főleg a Körösi Csoma Sándor Buddhológiai Intézetben), alapvetően mégis autodidakta módon képzete magát, mellyel rendkívül mély és szerteágazó ismeretanyag elsajátítására tett szert. Kutatási területe a filozófiától az egyetemes művelődéstörténeten át kiterjed egészen a matematika, a kvantumfizika elmélyült tanulmányozásáig. Emellett magyarországi viszonylatban kimagaslóan járatos a mágia, a hermetika/alkímia, az okkultizmus témáiban is. Mítoszkutatásairól könyveket, esszéket és novellákat írt, de fordítóként és lektorként is tevékenykedett. Publikációit közölte az Őshagyomány folyóirat, a Műhely, a Pendragon füzetsorozat, a Pannon Front, a Parapszichológia-Szellemtan, valamint a Zelnik József-féle Ökotáj. Sci-fi témájú novellája a Menekülés a Naprendszerből című gyűjteményben jelent meg. Önálló könyvei kézirat formájában érhetőek el.

### TEKI
Alapító tagja és egyik "papja" a TeKi KaGyü (Természetellenes Kilátástalanság Karmikus Gyülekezete) nevű közösségnek, mely a Tan Kapuja Buddhista Egyház égisze alatt szerveződött meg, de nevéhez köthető számos más, okkult-tantrikus és jórészt rövid életű csoportosulás létrehozása is.

## Művei

### Írások, publikációk (válogatás)
- Az inverz Macbeth-paradoxon. In: Preyer Hugo (szerk.): Menekülés a Naprendszerből. Tudományos-fantasztikus elbeszélések. Vega Magyar Sci-Fi Egyesület, 1988. (ISBN 9630190702)
- Az I Ching mint az univerzum kínai modellje. In: Uszó 4. Tanulmányok az Intézet előadásaihoz. Buddhista Misszió, 1988.
- A sufi ösvény. In: Műhely 5. 1992.
- Hermetikus feljegyzések. In: Őshagyomány 5. 1992.
- Csillagok, enigmák, misztériumok. In: Őshagyomány 6. 1992.
- A táltostudat változásai I. In: Őshagyomány 7. 1992.
- Világló kert - A kabbalah világa. In: Őshagyomány 8. 1992.
- Mi van? In: Őshagyomány 9. 1992.
- Lapok Agathodaimon könyvéből. In: Őshagyomány 10. 1993.
- Az éjszaka lépcsői I-II. In: Őshagyomány 13-14. 1993.
- Egy új aión - és ami még jöhet. In: Őshagyomány 15. 1994.
- Az utolsó ébredés. In: Pendragon 5. 1994.
- A Gandavyuha Sutra ontológiájának néhány vonásáról. In: Őshagyomány 17. 1994.
- Túlvilágkép az ókori Egyiptomban. In: Parapszichológia-Szellemtan. I. évf., 1998/3. szám.
- Kvantumfilozófia és/vagy kvantumtéboly. In: Pannon Front 26.
- Pre-Invokáció A. C. Liber Al Vel Legis-éhez. In: Aleister Crowley: A Törvény Könyve. Liber Al Vel Legis. Hermit, 2001. (ISBN 9639231177)
- Túlvilág és kvantumfizika. In: Parapszichológia-Szellemtan. X. évf., 2007/4. szám.
- Kozmosz, tudat, evolúció. In: Ökotáj, 37–38. 2007.
- Tükör és árnyék. Kecskés Péter: Duplex XX Divináció. In: Balkon 7-8. 2012.

### Fordítások
- Alan Watts: Tao: az áramlás útja. Orient Press, 1990. (ISBN 9637985026)

### Kéziratban lévő művek (válogatás)
- Univerzum, világok, komplementaritás a filozófia tükrében (Téridő-spirál elmélet). MÁFI Filozófiai Vitakör, 1985. - Horváth Mátyás társszerzővel.
- Útkeresés a hegyekben. K. n., 1992.
- Téren innen, időn túl (Természetfilozófia-kozmológia). K. n., 1994.
- A feledés könyve. Az európai filozófia kezdetei és a tradíció. K. n., é. n.